# 199년

## 연호
- 후한(後漢) 건안(建安) 4년

## 기년
- 후한(後漢) 헌제(獻帝) 11년
- 신라(新羅) 내해 이사금(奈解泥師今) 4년
- 고구려(高句麗) 산상왕(山上王) 3년
- 백제(百濟) 초고왕(肖古王) 34년
- 금관가야(金官伽倻) 수로왕(首露王) 158년 거등왕(居登王) 원년

## 사건
- 음력 7월, 백제가 신라의 변경을 침략했다.

## 사망
- 가락국(駕洛國)의 초대 국왕(國王) 수로왕(首露王)
- 후한(後漢)의 무신(武臣) 여포(呂布)
- 후한(後漢)의 군벌(軍閥) 원술(袁術)
- 후한(後漢)의 군벌(軍閥) 공손찬(公孫瓚)

## 참고 문헌
- 김부식 (1145), 《삼국사기》 〈권2〉 내해 이사금 조(條)